# En sourdine
En sourdine est une mélodie pour voix et piano de Claude Debussy composée en 1882 sur un poème de Paul Verlaine.

## Présentation
En sourdine est daté du 16 septembre 1882 et composé sur un texte de Paul Verlaine extrait du recueil Fêtes galantes (Paris, Lemerre, 1869, p. 49-50),. Debussy est l'un des tout premiers compositeurs à mettre en musique les poèmes de Verlaine.
L'incipit de l'œuvre est : « Calmes dans le demi-jour ».
La mélodie est dédiée à Marie Vasnier, soprano colorature et première muse du compositeur.
Avec quatre autres mélodies, Debussy intègre En sourdine à une suite sous le titre de « Fêtes galantes » dans le recueil manuscrit « Chansons » qu'il offre fin 1884 à Mme Vasnier, avec l'envoi suivant : « À Madame Vasnier/Ces chansons qui n'ont jamais/vécues que par elle, et qui perdront/leur grâce charmeresse si jamais plus/elles ne passent par sa bouche/de fée mélodieuse./l'auteur éternellement/reconnaissant/CD. ».
L'ordre de la suite est :
1. Pantomime
2. En sourdine
3. Mandoline
4. Clair de lune
5. Fantoches

Un des manuscrits autographes, Ms. 17716 (1), est conservé à la BnF (no 2 du « recueil Vasnier », ancienne collection Henry Prunières). Un autre est conservé à la Pierpont Morgan Library (ancienne collection D. Jobert), et un à la Bibliothèque du Congrès (ancienne collection Gregor Piatigorsky), daté « Vienne, 16 sept. 82 ». Debussy n'était pas à Vienne à cette date, n'arrivant de Moscou que dans les premiers jours d'octobre. La date se réfère à la composition de l'œuvre, lorsqu'il était en Russie.
En sourdine est donné en première audition publique le 14 mars 1939 par Mme Blanc-Audra, lors d'un concert de La Revue musicale.
La partition est publiée pour la première fois par Elkan-Vogel (Philadelphie) en 1944, avec le titre Calmes dans le demi-jour (En sourdine) in undertones for voice and piano.
Le musicologue Roger Nichols relève qu'avec cette mélodie « on entre réellement pour la première fois dans le monde imaginaire que Debussy allait faire sien. L’accord pulsé de neuvième à la première mesure est un point de départ plus audacieux sur le plan harmonique que tout ce que Fauré ou Chabrier avaient fait à cette date. Mais ce qui est essentiel, c’est que la deuxième mesure est encore plus dissonante, si bien que lorsque la première revient sur le premier mot «Calmes», elle ressemble à une résolution ».
L'œuvre connaît une nouvelle version en 1891 dans le premier recueil de Fêtes galantes du compositeur, sous le même titre et sur le même poème, mais avec une mise en musique complètement différente de cette première version,.
La durée moyenne d'exécution de la pièce est de trois minutes environ.
Dans le catalogue des œuvres du compositeur établi par le musicologue François Lesure, En sourdine porte le numéro L 42 (28).

## Discographie
- Debussy : mélodies de jeunesse, Donna Brown et Stéphane Lemelin, ATMA Classique, 2001.
- Claude Debussy : intégrale des mélodies, 4 CD, Liliana Faraon et Magali Léger (sopranos), Marie-Ange Todorovitch (mezzo-soprano), Gilles Ragon (ténor), François Le Roux (baryton), Jean-Louis Haguenauer (piano), Ligia Digital, 2014[7],[8].
- Debussy Songs vol. 4, Lucy Crowe (en) (soprano), Malcolm Martineau (piano), Hyperion Records CDA68075, 2018.
- Claude Debussy : The complete works, CD 19, Natalie Dessay (soprano), Philippe Cassard (piano), Warner Classics, 2018[9].